# Cacique Aramare

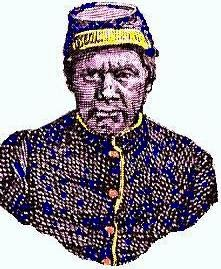
Cacique Aramare pintado por Auguste Morisot el 27 de noviembre de 1886 durante el viaje en el Alto Orinoco

Cacique José Aramare más conocido como Cacique Aramare (c.1831, Comunidad de Culebra (Sakasak), Amazonas, Venezuela-abril de 1896, Caño Negro, Amazonas, Venezuela) fue un cacique del pueblo Maquiritare o Ye'kuana y Coronel del Estado Mayor del Ejército de Venezuela.
Aramare obtuvo el título de Coronel del Estado Mayor del Ejército de Venezuela del Presidente Joaquín Crespo. Cómo tal y siendo cacique, fue respetado por indígenas y blancos teniendo control sobre el Cantón Río Negro. En 1896 Aramare fue contactado por el antropólogo francés Jean Chaffanjon y el pintor Auguste Morisot para acompañarlos a la búsqueda de las fuentes del Orinoco.